# میکا پینتو
مایکل 'میکا' گنسالوس پینتو (پرتغالی: Michael Gonçalves Pinto؛ زادهٔ ۴ ژوئن ۱۹۹۳) بازیکن فوتبال اهل پرتغال است که در پست دفاع چپ برای باشگاه فوتبال فورتونا سیتارد در لیگ برتر فوتبال هلند بازی می‌کند.
از باشگاه‌هایی که در آن بازی کرده‌است می‌توان به باشگاه فوتبال رکریتیوو اوئلوا و باشگاه فوتبال بلننسس اشاره کرد.
وی همچنین در تیم‌های ملی فوتبال زیر ۱۸ سال پرتغال و زیر ۲۰ سال پرتغال بازی کرده‌است.